# Hrabstwo Ulster
Ulster – hrabstwo (ang. county) w stanie Nowy Jork w USA. Populacja wynosi 177 749 mieszkańców (stan według spisu z 2000 r.).
Powierzchnia hrabstwa wynosi 3006 km². Gęstość zaludnienia wynosi 61 osób/km².

## Miasta
- Denning
- Esopus
- Gardiner
- Hardenburgh
- Hurley
- Kingston
- Lloyd
- Marbletown
- Marlborough
- New Paltz
- Olive
- Plattekill
- Rochester
- Rosendale
- Saugerties
- Shandaken
- Shawangunk
- Ulster
- Wawarsing
- Woodstock

## Wsie
- Ellenville
- New Paltz
- Saugerties

## CDP
- Accord
- Clintondale
- Cragsmoor
- East Kingston
- Gardiner
- Glasco
- High Falls
- Highland
- Hillside
- Hurley
- Kerhonkson
- Lake Katrine
- Lincoln Park
- Malden-on-Hudson
- Marlboro
- Milton
- Napanoch
- Phoenicia
- Pine Hill
- Plattekill
- Port Ewen
- Rifton
- Rosendale Hamlet
- Saugerties South
- Shokan
- Stone Ridge
- Tillson
- Walker Valley
- Wallkill
- Watchtower
- West Hurley
- Woodstock
- Zena